# Švapska (Bavarska)
Bavarska Švapska ili jednostavno Švapska je pokrajina unutar njemačke savezne pokrajine Bavarske. Njemački službeni naziv je Schwaben, švapski : Schwaabe  a bavarski : Schwoom ili  Schwobm.

## Povijest
Bavarska Švapska bila je nekoć dio povijesne pokrajine Švapske čiji je dio 1803. anektirala Bavarska. Za vrijeme nacističke Njemačke bila je izdvojena iz Bavarske u zasebnu pokrajinu zvanu Gau Švapska. Nakon rata je vraćena u sastav Bavarske.

## Upravna podjela
| Landkreise (okruzi) | Kreisfreie Städte (okruzi-slobodni gradovi)       | Prirodne regije |
| --- | ------------------------------------------------- | --- |
| 1. Aichach-Friedberg 2. Augsburg 3. Dillingen 4. Donau-Ries 5. Günzburg 6. Lindau 7. Neu-Ulm 8. Oberallgäu 9. Ostallgäu 10. Unterallgäu | 1. Augsburg 2. Kaufbeuren 3. Kempten 4. Memmingen | - Nördlinger Ries* - Švapska Jura - Iller-Lech Plateau - Bavarski alpski greben - Švapsko-bavarske Pred-Alpe - Sjeverne vapnenačke Alpe - Gornja Švabija |